# Actiniceps
Actiniceps är ett släkte av svampar. Actiniceps ingår i familjen mattsvampar, ordningen Agaricales, klassen Agaricomycetes, divisionen basidiesvampar och riket svampar.
|            | Pterula |
|            | |
|            | Aphanobasidium |
|            | |
|            | Radulomyces |
|            | |
| Actiniceps | \| \| Actiniceps thwaitesii \| \| \| \| \| \| Actiniceps horrida \| \| \| \| \| \| Actiniceps secunda \| \| \| \| |
|            | \| \| Actiniceps thwaitesii \| \| \| \| \| \| Actiniceps horrida \| \| \| \| \| \| Actiniceps secunda \| \| \| \| |
|            | Deflexula |
|            | |
|            | Coronicium |
|            | |
|            | Dimorphocystis |
|            | |
|            | Merulicium |
|            | |
|            | Lepidomyces |
|            | |
|            | Globulicium |
|            | |
|            | Chaetotyphula |
|            | |
|            | Adustomyces |
|            | |
|            | Pterulicium |
|            | |
|            | Parapterulicium                                                                                                   |
|            | |
|            | Allantula |
|            | |
|            | Actiniceps thwaitesii                                                                                             |
|            | |
|            | Actiniceps horrida                                                                                                |
|            | |
|            | Actiniceps secunda                                                                                                |
|            | |

|  | Actiniceps thwaitesii |
|  |                       |
|  | Actiniceps horrida    |
|  |                       |
|  | Actiniceps secunda    |
|  |                       |